# 混合理論
《混合理論》（Hybrid Theory）是聯合公園的首張錄音室專輯，由时代华纳旗下的华纳唱片公司出版，這是聯合公園在2000年推出的第一張專輯，瞬即大受歡迎，震動了世界搖滾樂界，到2001年為止賣出了一千五百萬張。此專輯由Don Gilmore（Pearl Jam、Lit、Eve6）製作，多首热门单曲的专辑成为了2001年美国和新西兰最畅销的唱片。值得注意的是，这张专辑中的歌曲歌词都没有任何脏话出现，这与其他的一些新金属乐队的歌曲形成了鲜明的对比。
此專輯最受歡迎單曲分別有「One Step Closer」、「Points of Authority」及「Crawling」、「Runaway」等曲。
而除了音樂方面，專輯當中長著翅膀的士兵塗鴉封面則是由主音MC麥可和DJ喬一起共同製作繪圖。
專輯也獲得2001年全球銷售第二名，而在2002年推出了全球慶功紀念盤。

## 艺术作品
《混合理论》是林肯公园的第一张专辑，在成为职业音乐家之前曾做过平面设计师的Mike Shinoda表示，乐队在第一次展示自己的时候，从书籍中寻找灵感。结果是筱田亲自画了一个带翅膀的士兵。据切斯特·本宁顿(Chester Bennington)说，士兵长着蜻蜓翅膀的想法是通过使用士兵疲惫的外表和翅膀脆弱的触感来描述音乐元素的硬与软的混合。这种艺术风格很大程度上受到了模板涂鸦的影响。

## 曲目列表
註：中文歌曲名稱為台灣華納唱片公司之翻譯
| 曲序 | 曲目                            | 时长 |
| ---- | ------------------------------- | ---- |
| 1.   | Papercut（紙會割人）            | 3:06 |
| 2.   | One Step Closer（發狂邊緣）     | 2:37 |
| 3.   | With You（如影隨形）            | 3:24 |
| 4.   | Points Of Authority（光榮時刻） | 3:21 |
| 5.   | Crawling（伺機而動）            | 3:30 |
| 6.   | Runaway（逃之夭夭）             | 3:05 |
| 7.   | By Myself（自我傷害）           | 3:11 |
| 8.   | In The End（結果到頭來）        | 3:37 |
| 9.   | A Place For My Head（腦袋空間） | 3:06 |
| 10.  | Forgotten（遺忘）               | 3:15 |
| 11.  | Cure For The Itch（渴望痊癒）   | 2:38 |
| 12.  | Pushing Me Away（驅逐出境）     | 3:12 |

| Bonus track | Bonus track                                    | Bonus track |
| 曲序        | 曲目                                           | 时长        |
| ----------- | ---------------------------------------------- | ----------- |
| 13.         | My December（我的十二月）                      | 4:21        |
| 14.         | High Voltage（高壓電）                         | 3:44        |
| 15.         | Papercut（紙會割人）（Live 現場版）            |             |
| 16.         | Points Of Authority（光榮時刻）（Live 現場版） |             |
| 17.         | A Place For My Head（腦袋空間）（Live 現場版） |             |

## 外部連結
- （英文）聯合公園官方網站 （页面存档备份，存于）